# Liste der Olympiasieger im Trampolinturnen
Die Liste der Olympiasieger im Trampolinturnen listet alle Sieger sowie die Zweit- und Drittplatzierten bei Olympischen Sommerspielen im Trampolinturnen seit 2000 auf, gegliedert nach Männern und Frauen. Den Abschluss bilden die einzelnen Nationenwertungen.

## Wettbewerbe
In den beiden Wettbewerben im Trampolinturnen, jeweils einen für Männer und Frauen wurden bisher insgesamt zehn Goldmedaillen vergeben.

### Männer
| Olympia | Gold                   | Silber               | Bronze          |
| ------- | ---------------------- | -------------------- | --------------- |
| 2000    | Alexander Moskalenko   | Ji Wallace           | Mathieu Turgeon |
| 2004    | Jurij Nikitin          | Alexander Moskalenko | Henrik Stehlik  |
| 2008    | Lu Chunlong            | Jason Burnett        | Dong Dong       |
| 2012    | Dong Dong              | Dmitri Uschakow      | Lu Chunlong     |
| 2016    | Uladsislau Hantscharou | Dong Dong            | Gao Lei         |
| 2020    | Iwan Litwinowitsch     | Dong Dong            | Dylan Schmidt   |
| 2024    | Iwan Litwinowitsch     | Wang Zisai           | Yan Langyu      |

### Frauen
| Olympia | Gold                | Silber                  | Bronze           |
| ------- | ------------------- | ----------------------- | ---------------- |
| 2000    | Irina Karawajewa    | Oksana Zyhuljowa        | Karen Cockburn   |
| 2004    | Anna Dogonadze      | Karen Cockburn          | Huang Shanshan   |
| 2008    | He Wenna            | Karen Cockburn          | Yekaterina Xilko |
| 2012    | Rosannagh MacLennan | Huang Shanshan          | He Wenna         |
| 2016    | Rosannagh MacLennan | Bryony Page             | Li Dan           |
| 2020    | Zhu Xueying         | Liu Lingling            | Bryony Page      |
| 2024    | Bryony Page         | Wijaleta Bardsilouskaja | Sophiane Méthot  |

## Nationenwertungen

### Gesamt
| Platz | Land                           | Gold | Silber | Bronze | Gesamt |
| ----- | ------------------------------ | ---- | ------ | ------ | ------ |
| 1.    | Volksrepublik China            | 4    | 5      | 7      | 16     |
| 2.    | Kanada                         | 2    | 3      | 3      | 8      |
| 3.    | Russland                       | 2    | 2      | –      | 4      |
| 4.    | Belarus                        | 2    | –      | –      | 2      |
| 5.    | Großbritannien                 | 1    | 1      | 1      | 3      |
| 6.    | Individuelle Neutrale Athleten | 1    | 1      | –      | 2      |
| 6.    | Ukraine                        | 1    | 1      | –      | 2      |
| 8.    | Deutschland                    | 1    | –      | 1      | 2      |
| 9.    | Australien                     | –    | 1      | –      | 1      |
| 10.   | Neuseeland                     | –    | –      | 1      | 1      |
| 11.   | Usbekistan                     | –    | –      | 1      | 1      |

### Männer
| Platz | Land                           | Gold | Silber | Bronze | Gesamt |
| ----- | ------------------------------ | ---- | ------ | ------ | ------ |
| 1.    | Volksrepublik China            | 2    | 3      | 4      | 9      |
| 2.    | Belarus                        | 2    | –      | –      | 2      |
| 3.    | Russland                       | 1    | 2      | –      | 3      |
| 4.    | Individuelle Neutrale Athleten | 1    | –      | –      | 1      |
| 4.    | Ukraine                        | 1    | –      | –      | 1      |
| 6.    | Kanada                         | –    | 1      | 1      | 2      |
| 7.    | Australien                     | –    | 1      | –      | 1      |
| 8.    | Deutschland                    | –    | –      | 1      | 1      |
| 8.    | Neuseeland                     | –    | –      | 1      | 1      |

### Frauen
| Platz | Land                           | Gold | Silber | Bronze | Gesamt |
| ----- | ------------------------------ | ---- | ------ | ------ | ------ |
| 1.    | Volksrepublik China            | 2    | 2      | 3      | 7      |
| 2.    | Kanada                         | 2    | 2      | 2      | 6      |
| 3.    | Großbritannien                 | 1    | 1      | 1      | 3      |
| 4.    | Deutschland                    | 1    | –      | –      | 1      |
| 5.    | Russland                       | 1    | –      | –      | 1      |
| 6.    | Individuelle Neutrale Athleten | –    | 1      | –      | 1      |
| 6.    | Ukraine                        | –    | 1      | –      | 1      |
| 8.    | Usbekistan                     | –    | –      | 1      | 1      |